# Ciego de amor (canción)
«Ciego de Amor» es el segundo sencillo del álbum God's Project del grupo de bachata Aventura. La canción cuenta con la participación del bachatero Antony Santos. 
La canción alcanzó gran reconocimiento en muchos países de habla hispana y entre la comunidad latina en los Estados Unidos.

## Contenido
La canción relata la historia de un hijo (romeo) quien descubre que la mujer con la cual está su padre (Antony) es nada más y nada menos la misma con quien él(el hijo) ha estado saliendo.
El hijo quien corre a contárselo a su padre, éste no le cree ya que está ciego de amor.